# Staicin Dol, Smolean
Staicin Dol (în bulgară Стайчин Дол) este un sat în comuna Madan, regiunea Smolean,  Bulgaria. 

## Demografie
Componența etnică a satului Staicin Dol
     Nicio identificare (40%)
     Altele (60%)
La recensământul din 2011, populația satului Staicin Dol era de 5 locuitori. Din punct de vedere etnic, majoritatea locuitorilor (60%) erau alte naționalități. Pentru 40% din locuitori nu este cunoscută apartenența etnică.